# Medaille für hervorragende Leistungen in der Land- und Forstwirtschaft der Deutschen Demokratischen Republik
Die Medaille für hervorragende Leistungen in der Land- und Forstwirtschaft der Deutschen Demokratischen Republik war eine staatliche Auszeichnung  der Deutschen Demokratischen Republik (DDR), welche in Form einer tragbaren Medaille verliehen wurde.

## Geschichte
Gestiftet wurde die Medaille am 28. April 1977 in einer Stufe. Ihre Verleihung erfolgte für hervorragende Leistungen an Arbeiter und Angestellte genannter Branche bei der Er- und Übererfüllung der Planaufgaben, aber auch für langjährige verdienstvolle Tätigkeit im genannten Bereich. Allerdings war die Höchstverleihungszahl auf 200 Träger jährlich begrenzt und geteilt. Das hieß, die hier genannte Medaille musste sich die Höchstverleihungszahl mit der Medaille für hervorragende Leistungen in landwirtschaftlichen Produktionsgenossenschaften der Deutschen Demokratischen Republik teilen. Die Medaille konnte auch nur einmal an ein und dieselbe Person verliehen werden.

## Aussehen und Tragweise
Die bronzene Medaille mit einem Durchmesser von 30 mm zeigte auf ihrem Avers mittig einen Traktor vor einem Wald, welcher von der Umschrift: FÜR HERVORRAGENDE LEISTUNGEN (oben) und IN DER LAND- UND FORSTWIRTSCHAFTG (unten) umgeben war. Das Revers der Medaille zeigt dagegen das große Staatswappen der DDR. Getragen wurde die Medaille an der linken oberen Brustseite an einer 25 × 14 mm breiten grünen Spange, in welcher senkrecht zwei 1 mm breite gelbe Seitenstreifen eingewebt waren, die 1,5 mm vom Rand entfernt standen. Das Ordensband war somit identisch mit der Medaille für hervorragende Leistungen in landwirtschaftlichen Produktionsgenossenschaften der Deutschen Demokratischen Republik, was der gemeinsamen Verleihungszahl geschuldet war.